# Macrocoma leprieuri
Macrocoma leprieuri là một loài bọ cánh cứng trong họ Chrysomelidae. Loài này được Lefèvre miêu tả khoa học năm 1876.